# Seznam skladeb The Velvet Underground
Toto je kompletní seznam všech skladeb skupiny The Velvet Underground. U každé skladby je uvedeno i album, na kterém vyšla.

## A
| Název                    | Vydáno na albech | Poznámky                                                              | Autor    |
| ------------------------ | --- | --------------------------------------------------------------------- | -------- |
| „After Hours“            | Studiová nahrávka: - The Velvet Underground (1969) Koncertní nahrávka: - 8. listopadu 1969 (The Quine Tapes) - 23. srpna 1970 (Live at Max's Kansas City)                                                        |                                                                       | Lou Reed |
| „All Tomorrow's Parties“ | Studiová nahrávka: - The Velvet Underground & Nico (1967) - The Velvet Underground & Nico (1967) [alternativní CD mix] - Peel Slowly and See (1995) [singlová verze] Demo: - červenec 1965 (Peel Slowly and See) | Vydáno také jako singl se skladbou „I'll Be Your Mirror“ na B-straně. | Lou Reed |
| „Andy's Chest“           | Studiová nahrávka: - VU (1985) | Lou Reed tuto skladbu také přenahrál na své album Transformer         | Lou Reed |

## B
| Název                          | Vydáno na albech | Poznámky                                           | Autor                                                  |
| ------------------------------ | --- | -------------------------------------------------- | ------------------------------------------------------ |
| „Beginning to See the Light“   | Studiová nahrávka: - The Velvet Underground (1969) Koncertní nahrávka: - 12. listopadu-3. prosince 1969 (1969: The Velvet Underground Live) - 26. července 1970 (Live at Max's Kansas City) |                                                    | Lou Reed                                               |
| „The Black Angel's Death Song“ | Studiová nahrávka: - The Velvet Underground & Nico (1967) Koncertní nahrávka: - 23. listopadu 1969 (The Quine Tapes)                                                                        |                                                    | Lou Reed, John Cale                                    |
| „Booker T“                     | Koncertní nahrávka: - 30. dubna 1967 (Peel Slowly and See) | Část této skladby byla použita ve skladbě The Gift | Lou Reed, John Cale, Sterling Morrison, Maureen Tucker |

## C
| Název                       | Vydáno na albech | Poznámky                                                                                        | Autor                                                  |
| --------------------------- | --- | ----------------------------------------------------------------------------------------------- | ------------------------------------------------------ |
| „Candy Says“                | Studiová nahrávka: - The Velvet Underground (1969) Koncertní nahrávka: - 23. srpna 1970 (Live at Max's Kansas City, deluxe edition) |                                                                                                 | Lou Reed                                               |
| „Chelsea Girls“             | Studiová nahrávka: - Chelsea Girl (1967)                                                                                            | Skladbu napsali Lou Reed a Sterling Morrison a nahrály ji společně s Nico na její sólovém albu. | Lou Reed, Sterling Morrison                            |
| „Coney Island Steeplechase“ | Studiová nahrávka: - Another View (1986)                                                                                            |                                                                                                 | Lou Reed, John Cale, Sterling Morrison, Maureen Tucker |
| „Cool It Down“              | Studiová nahrávka: - Loaded (1970) - Fully Loaded (1997) [rané verze]                                                               |                                                                                                 | Lou Reed                                               |
| „Countess from Hong Kong“   | Demo: - podzim 1969 (Peel Slowly and See)                                                                                           |                                                                                                 | Lou Reed, John Cale                                    |
| „Coyote“                    | Koncertní nahrávka: - 1993 (Live MCMXCIII)                                                                                          |                                                                                                 | Lou Reed, John Cale                                    |

## E
| Název                                | Vydáno na albech                                          | Poznámky | Autor                                                  |
| ------------------------------------ | --------------------------------------------------------- | -------- | ------------------------------------------------------ |
| „European Son (to Delmore Schwartz)“ | Studiová nahrávka: - The Velvet Underground & Nico (1967) |          | Lou Reed, John Cale, Sterling Morrison, Maureen Tucker |

## F
| Název               | Vydáno na albech | Poznámky                                                    | Autor                                                            |
| ------------------- | --- | ----------------------------------------------------------- | ---------------------------------------------------------------- |
| „Femme Fatale“      | Studiová nahrávka: - The Velvet Underground & Nico (1967) Koncertní nahrávka: - 16. října 1969 (1969: The Velvet Underground Live) - 7. listoapdu 1969 (The Quine Tapes) - 23. srpna 1970 (Live at Max's Kansas City) | Vyšla také na B-straně singlu „Sunday Morning“ v roce 1966. | Lou Reed                                                         |
| „Ferryboat Bill“    | Studiová nahrávka: - Another View (1986) |                                                             | Lou Reed, Sterling Morrison, Doug Yule, Maureen Tucker           |
| „Foggy Notion“      | Studiová nahrávka: - VU (1985) Koncertní nahrávka: - 8. listopadu 1969 (The Quine Tapes) |                                                             | Lou Reed, Sterling Morrison, Doug Yule, Maureen Tucker, Hy Weiss |
| „Follow the Leader“ | Koncertní nahrávka: - 27. listopadu 1969 (The Quine Tapes) |                                                             | Lou Reed                                                         |

## G
| Název                       | Vydáno na albech | Poznámky | Autor                                                     |
| --------------------------- | --- | -------- | --------------------------------------------------------- |
| „The Gift“                  | Studiová nahrávka: - White Light/White Heat (1968)                                                                  |          | John Cale, Sterling Morrison, Maureen Tucker, Lou Reed    |
| „Guess I'm Falling in Love“ | Studiová nahrávka: - Another View (1986) [backing track] Koncertní nahrávka: - 30. dubna 1967 (Peel Slowly and See) |          | Lou Reed, John Cale, Sterling Morrison and Maureen Tucker |

## H
| Název                | Vydáno na albech | Poznámky | Autor                                                  |
| -------------------- | --- | -------- | ------------------------------------------------------ |
| „Head Held High“     | Studiová nahrávka: - Loaded (1970) - Fully Loaded (1997) [alternativní mix] - Fully Loaded (1997) [raná verze] |          | Lou Reed                                               |
| „Here She Comes Now“ | Studiová nahrávka: - White Light/White Heat (1968) Demo: - zima 1967 (Peel Slowly and See) |          | Sterling Morrison, John Cale, Lou Reed                 |
| „Heroin“             | Studiová nahrávka: - The Velvet Underground & Nico (1967) Demo: - červenec 1965 (Peel Slowly and See) Koncertní nahrávka: - 12. listopadu-3. prosince 1969 (1969: The Velvet Underground Live) - 23. listopadu 1969 (The Quine Tapes) |          | Lou Reed                                               |
| „Hey Mr. Rain“       | Studiová nahrávka: - Another View (1986) [two takes] |          | Lou Reed, John Cale, Sterling Morrison, Maureen Tucker |

## I
| Název                                      | Vydáno na albech | Poznámky          | Autor                                                  |
| ------------------------------------------ | --- | ----------------- | ------------------------------------------------------ |
| „I Can't Stand It“                         | Studiová nahrávka: - VU (1985) Koncertní nahrávky: - 12. listopadu-3. prosince 1969 (1969) - 8. listopadu 1969 (The Quine Tapes) |                   | Lou Reed                                               |
| „I Found a Reason“                         | Studiová nahrávka: - Loaded (1970) Demo: - podzim 1969 (Fully Loaded) |                   | Lou Reed                                               |
| „I Heard Her Call My Name“                 | Studiová nahrávka: - White Light/White Heat (1968) |                   | Lou Reed                                               |
| „I'll Be Your Mirror“                      | Studiová nahrávka: - The Velvet Underground & Nico (1967) |                   | Lou Reed                                               |
| „I Love You“                               | Studiová nahrávka: - Fully Loaded (1997) Demo: - 16. dubna 1970 (Peel Slowly and See) |                   | Lou Reed                                               |
| „I'm Gonna Move Right In“                  | Studiová nahrávka: - Another View (1986) |                   | Lou Reed, John Cale, Sterling Morrison, Maureen Tucker |
| „I'm Not A Young Man Anymore“              | Koncertní nahrávka: - 1967 Gymnasium (bootleg) | Nová skladba      | ?                                                      |
| „I'm Not Too Sorry (Now That You're Gone)“ | Demo: - zima 1967 (Peel Slowly and See) |                   | Lou Reed, John Cale                                    |
| „I'm Set Free“                             | Studiová nahrávka: - The Velvet Underground (1969) Koncertní nahrávka: - 26. července 1970 (Live at Max's Kansas City, deluxe edition) |                   | Lou Reed                                               |
| „I'm Sticking With You“                    | Studiová nahrávka: - VU (1985) - Fully Loaded (1997) Koncertní nahrávka: - 8. listopadu 1969 (The Quine Tapes) |                   | Lou Reed                                               |
| „I'm Waiting for the Man“                  | Studiová nahrávka: - The Velvet Underground & Nico (1967) Demo: - červenec 1965 (Peel Slowly and See) Koncertní nahrávky: - 19. října 1969 (1969: The Velvet Underground Live) - 8. listopadu 1969 (The Quine Tapes) - 27. listopadu 1969 (The Quine Tapes) - 26. července 1970 (Live at Max's Kansas City) |                   | Lou Reed                                               |
| „It's Alright (The Way That You Live)“     | Demo: - zima 1967 (Peel Slowly and See) |                   | Lou Reed, John Cale                                    |
| „It's Just Too Much“                       | Koncertní nahrávky: - 19. října 1969 (Peel Slowly and See; What Goes On) - 12. listopadu-3. prosince 1969 (1969: The Velvet Underground Live) - 8. listopadu 1969 (The Quine Tapes) |                   | Lou Reed                                               |
| „It Was a Pleasure Then“                   | Studiová nahrávka: - Chelsea Girl (1967) | Sólové album Nico | Nico, Lou Reed, John Cale                              |

## J
| Název   | Vydáno na albech                                   | Poznámky | Autor    |
| ------- | -------------------------------------------------- | -------- | -------- |
| „Jesus“ | Studiová nahrávka: - The Velvet Underground (1969) |          | Lou Reed |

## L
| Název                               | Vydáno na albech | Poznámky                                                                                       | Autor               |
| ----------------------------------- | --- | ---------------------------------------------------------------------------------------------- | ------------------- |
| „Lady Godiva's Operation“           | Studiová nahrávka: - White Light/White Heat (1968) |                                                                                                | Lou Reed            |
| „Lisa Says“                         | Studiová nahrávka: - VU (1985) Koncertní nahrávka: - 12. listopadu-3. prosince 1969 (1969: The Velvet Underground Live)                                                                                |                                                                                                | Lou Reed            |
| „Little Sister“                     | Studiová nahrávka: - Chelsea Girl (1967) | Sólové album Nico                                                                              | John Cale, Lou Reed |
| „Lonesome Cowboy Bill“              | Studiové nahrávky: - Loaded (1970) - Fully Loaded (1997) [raná verze] Koncertní nahrávky: - 26. července 1970 (Live at Max's Kansas City) - 23. srpna 1970 (Live at Max's Kansas City, deluxe edition) |                                                                                                | Lou Reed            |
| „Loop“                              | Studiová nahrávka: - Aspen #3 (1966) | . Skladba bývá připisována k Velvet Underground, ve skutečnosti se jedná o skladbu Johna Calea | ?                   |
| „Love Makes You Feel Ten Feet Tall“ | Demo: - (Fully Loaded) |                                                                                                | Lou Reed            |

## M
| Název                | Vydáno na albech                                                                                       | Poznámky | Autor                                                        |
| -------------------- | --- | -------- | ------------------------------------------------------------ |
| „Melody Laughter“    | Koncertní nahrávka: - 4. listopadu 1966 (Peel Slowly and See, [edit]) (What Goes On, [alternate edit]) |          | Lou Reed, John Cale, Sterling Morrison, Maureen Tucker, Nico |
| „The Murder Mystery“ | Studiová nahrávka: - The Velvet Underground                                                            |          | Lou Reed                                                     |

## N
| Název     | Vydáno na albech | Poznámky | Autor    |
| --------- | --- | -------- | -------- |
| „New Age“ | Studiová nahrávka: - Loaded (1970) [edit] - Peel Slowly and See (1995) [dlouhá verze] - Fully Loaded (1997) [full version] |          | Lou Reed |
| „Noise“   | Studiová nahrávka: - East Village Other                                                                                    |          | ?        |

## O
| Název               | Vydáno na albech | Poznámky | Autor    |
| ------------------- | --- | -------- | -------- |
| „Ocean“             | Studiová nahrávka: - VU (1985) - Fully Loaded (1997) Demo: - 16. dubna 1970 (Fully Loaded) Live recordings: - 12. listopadu-3. prosince 1969 (1969: The Velvet Underground Live) |          | Lou Reed |
| „Oh Gin“            | Demo: - 16. dubna 1970 (Peel Slowly and See) |          | Lou Reed |
| „Oh! Sweet Nuthin'“ | Studiová nahrávka: - Loaded (1970) - Fully Loaded (1997) [raná verze] |          | Lou Reed |
| „One of These Days“ | Studiová nahrávka: - VU (1985) |          | Lou Reed |

## P
| Název            | Vydáno na albech | Poznámky | Autor               |
| ---------------- | --- | -------- | ------------------- |
| „Pale Blue Eyes“ | Studiová nahrávka: - The Velvet Underground (1969) Koncertní nahrávky: - 19. října 1969 (1969: The Velvet Underground Live) - 23. srpna 1970 (Live at Max's Kansas City) |          | Lou Reed            |
| „Prominent Men“  | Demo: - červenec 1965 (Peel Slowly and See) |          | Lou Reed, John Cale |

## R
| Název               | Vydáno na albech | Poznámky | Autor                                                  |
| ------------------- | --- | -------- | ------------------------------------------------------ |
| „Ride into the Sun“ | Studiová nahrávka: - Another View (1986) [backing track] Demo: - podzim 1969 (What Goes On) - 16. dubna 1970 (Peel Slowly and See) |          | Lou Reed, John Cale, Sterling Morrison, Maureen Tucker |
| Rock and Roll       | Studiová nahrávka: - Another View (1986) [1969 version] - Loaded (1970) - Fully Loaded (1997) [alternativní mix] Demo: - 15. dubna 1970 (Fully Loaded) Koncertní nahrávka: - 25. listopadu 1969 (1969: The Velvet Underground Live; The Quine Tapes) |          | Lou Reed                                               |
| „Run Run Run“       | Studiová nahrávka: - The Velvet Underground & Nico (1967) |          | Lou Reed                                               |

## S
| Název                  | Vydáno na albech | Poznámky | Autor                                                  |
| ---------------------- | --- | -------- | ------------------------------------------------------ |
| „Sad Song“             | Demo: - 16. dubna 1970 (Peel Slowly and See) |          | Lou Reed                                               |
| „Satellite of Love“    | Demo: - 15. dubna 1970 (Peel Slowly and See; Fully Loaded) |          | Lou Reed                                               |
| „Sheltered Life“       | Demo: - zima 1967 (Peel Slowly and See) |          | Lou Reed                                               |
| „She's My Best Friend“ | Studiová nahrávka: - VU (1985) |          | Lou Reed                                               |
| „Sister Ray“           | Studiová nahrávka: - White Light/White Heat (1968) Koncertní nahrávky: - 11. listopadu 1969 (The Quine Tapes) - 7. listopadu 1969 (The Quine Tapes) - 3. prosince 1969 (The Quine Tapes) |          | Lou Reed, John Cale, Sterling Morrison, Maureen Tucker |
| „Some Kinda Love“      | Studiová nahrávka: - The Velvet Underground (1969) Koncertní nahrávky: - 8. listopadu 1969 (The Quine Tapes) - 12. listopadu-3. prosince 1969 (1969: The Velvet Underground Live) - 56. srpna 1970 (Peel Slowly and See) |          | Lou Reed                                               |
| „Stephanie Says“       | Studiová nahrávka: - VU (1985) |          | Lou Reed                                               |
| „Sunday Morning“       | Studiová nahrávka: - The Velvet Underground & Nico (1967) Koncertní nahrávky: - 9. listopadu 1969 (The Quine Tapes) - 23. srpna 1970 (Live at Max's Kansas City) |          | Lou Reed, John Cale                                    |
| „Sweet Bonnie Brown“   | Koncertní nahrávka: - 12. listopadu-3. prosince 1969 (1969: The Velvet Underground Live) |          | Lou Reed                                               |
| „Sweet Jane“           | Studiová nahrávka: - Loaded (1970) [edit] - Peel Slowly and See (1995) [full version] - Fully Loaded (1997) [raná verze] Koncertní nahrávky: - 12. listopadu-3. prosince 1969 (1969: The Velvet Underground Live) - 26. července 1970 (Live at Max's Kansas City, deluxe edition) - 23. srpna 1970 (Live at Max's Kansas City) |          | Lou Reed                                               |

## T
| Název                          | Vydáno na albech                                          | Poznámky | Autor               |
| ------------------------------ | --------------------------------------------------------- | -------- | ------------------- |
| „Temptation Inside Your Heart“ | Studiová nahrávka: - VU                                   |          | Lou Reed            |
| „That's the Story of My Life“  | Studiová nahrávka: - The Velvet Underground (1968)        |          | Lou Reed            |
| „There Is No Reason“           | Demo: - zima 1967 (Peel Slowly and See)                   |          | Lou Reed, John Cale |
| „There She Goes Again“         | Studiová nahrávka: - The Velvet Underground & Nico (1967) |          | Lou Reed            |
| „Train Round the Bend“         | Studiová nahrávka: - Loaded (1970) - Fully Loaded (1997)  |          | Lou Reed            |

## V
| Název                  | Vydáno na albech | Poznámky | Autor    |
| ---------------------- | --- | -------- | -------- |
| „Venus in Furs“        | Studiová nahrávka: - The Velvet Underground & Nico (1967) Demo: - červenec 1965 (Peel Slowly and See) Koncertní nahrávka: - 1. prosince 1969 (The Quine Tapes) |          | Lou Reed |
| „Velvet Nursery Rhyme“ | Koncertní nahrávka: - Live MCMXCIII (1993) |          | ?        |

## W
| Název                                        | Vydáno na albech | Poznámky          | Autor     |
| -------------------------------------------- | --- | ----------------- | --------- |
| „Walk and Talk (It)“                         | Demo: - 16. dubna 1970 (Peel Slowly and See; Fully Loaded) |                   | Lou Reed  |
| „We're Gonna Have a Real Good Time Together“ | Studiová nahrávka: - Another View (1986) Koncertní nahrávka: - 12. listopadu3. prosince 1969 (1969: The Velvet Underground Live) |                   | Lou Reed  |
| „What Goes On“                               | Studiová nahrávka: - The Velvet Underground (1969) Koncertní nahrávky: - 12. listopadu-3. prosince 1969 (1969: The Velvet Underground Live) - 4.-6. října 1968 (Peel Slowly and See) - 8. listopadu 1969 (The Quine Tapes)                      |                   | Lou Reed  |
| „White Light/White Heat“                     | Studiová nahrávka: - White Light/White Heat (1968) Koncertní nahrvky: - 12. listopadu-3. prosince 1969 (1969: The Velvet Underground Live) - 1. prosince 1969 (The Quine Tapes) - 26. července 1970 (Live at Max's Kansas City, deluxe edition) |                   | Lou Reed  |
| „Who Loves the Sun“                          | Studiová nahrávka: - Loaded (1970) - Fully Loaded (1997) [alternativní mix] Koncertní nahrávka: - 23. srpna 1970 (Live at Max's Kansas City, deluxe edition)                                                                                    |                   | Lou Reed  |
| „Winter Song“                                | Studiová nahrávka: - Chelsea Girl (1967) | Sólové album Nico | John Cale |
| „Wrap Your Trouble in Dreams“                | Studiová nahrávka: - Chelsea Girl (1967) Demo: - červenec 1965 (Peel Slowly and See) | Lou Reed          |           |

## Nevydané skladby
| Název                                                               | Nahráno/představení                          | Poznámky |
| ------------------------------------------------------------------- | -------------------------------------------- | --- |
| „A Short Lived Torture Of Cacophony“                                | Demo/nevydaná nahrávka: - 1965               | Hráno v The Factory                                                                                                  |
| „A Symphony of Sound“                                               | Demo/nevydaná nahrávka: - Gennary 1966       | Filmový soundtrack                                                                                                   |
| „Blue Velvet Jazz Jam“                                              | Demo/nevydaná nahrávka: - říjen 1969         | Hráno na End Cole Ave, Dallas                                                                                        |
| „Blues Instrumental“                                                | Demo/nevydaná nahrávka: - 3. ledna 1966      | Hráno v Andy Warhol Museum                                                                                           |
| „Chic Mystique“                                                     | Demo/nevydaná nahrávka: - Gennary 1966       | Hráno v Delmonico's Hotel, New York                                                                                  |
| „Crackin'Up“                                                        | Demo/nevydaná nahrávka: - 3. ledna 1966      | Hráno v Andy Warhol Museum                                                                                           |
| „Day Tripper Intro To Boom Boom Boom Instrumental“                  | Demo/nevydaná nahrávka: - 3. ledna 1966      | Hráno v Andy Warhol Museum                                                                                           |
| „Diaries Notes and Sketches“                                        | Demo/nevydaná nahrávka: - duben 1966         | Filmový soundtrack                                                                                                   |
| „Get It On Time“                                                    | Demo/nevydaná nahrávka: - březen 1966        | Hráno v The Factory                                                                                                  |
| „Green Onion“                                                       | Demo/nevydaná nahrávka: - 3. ledna 1966      | Hráno v Andy Warhol Museum                                                                                           |
| „I'll Keep It With Mine“                                            | Demo/nevydaná nahrávka: - únor 1966          | Hráno v The Uptight, Cinematheque, New York                                                                          |
| „I'm Free“                                                          | Demo/nevydaná nahrávka: - 1967-68            | Studio Session |
| „I'm Not A Young Man Anymore“                                       | Koncert: - duben 1967                        | Hráno v Gymnasium, New York                                                                                          |
| „Instrumental Jam“                                                  | Demo/nevydaná nahrávka: - duben 1966         | Hráno v klubu Dom, New York                                                                                          |
| „Last Night I Said Goodbye to My Friend“                            | Demo/nevydaná nahrávka: - 1996               | Skladbu skupina zahrála při uvádění do Rock and Roll Hall of Fame a věnovala jí zesnulému Sterlingu Morrisonovi      |
| „Miss Joanie Lee“                                                   | Demo/nevydaná nahrávka: - 3. ledna 1966      | Skladba byla naplánována na vydání Deluxe 2CD edice alba The Velvet Underground & Nico, nakonec tam skladba nevyšla. |
| „Move right in“                                                     | Koncert: - 2. října 1968, La Cave, Cleveland | Hráno v Valleydalle Ballroom, Columbus, OH                                                                           |
| „Never Get Emotionally Involved With a Man, Woman, Beast, or Child“ | Demo/nevydaná nahrávka: - léto 1965          | |
| „Noise part 1 & 2“                                                  | Demo/nevydaná nahrávka: - březen 1966        | Filmový soundtrack v the Factory                                                                                     |
| „Nothing Song“                                                      | Koncert: - 4. listopad 1966                  | Hráno v Valleydalle Ballroom, Columbus, OH                                                                           |
| „Rockabilly Instrumental“                                           | Demo/nevydaná nahrávka: - 3. ledna 1966      | Hráno v Andy Warhol Museum                                                                                           |
| „Rhythm & Blues Instrumental“                                       | Demo/nevydaná nahrávka: - 3. ledna 1966      | Hráno v Andy Warhol Museum                                                                                           |
| „Sweet Rock & Roll“ aka „Sister Ray, Part Two“ a „Sweet Sister Ray“ | Koncert: - červenec 1968                     | |
| „Walk Alone“                                                        | Demo/nevydaná nahrávka: - 2. ledna 1966      | Hráno vAndy Warhol Museum                                                                                            |
| „Wild Child“                                                        | Demo/nevydaná nahrávka: - červenec 1970      | Nahráno při stejném koncertě, při kterém vzniklo album Live at Max's Kansas City.                                    |